# Зіяр-Кола (Амоль)
Зіяр-Кола (перс. زياركلا) — село в Ірані, у дегестані Дабуй-є Джонубі, у бахші Дабудашт, шагрестані Амоль остану Мазендеран. За даними перепису 2006 року, його населення становило 188 осіб, що проживали у складі 47 сімей.

## Клімат
Середня річна температура становить 17,44 °C, середня максимальна – 32,28 °C, а середня мінімальна – 3,58 °C. Середня річна кількість опадів – 751 мм.
| Клімат поселення                              | Клімат поселення | Клімат поселення | Клімат поселення | Клімат поселення | Клімат поселення | Клімат поселення | Клімат поселення | Клімат поселення | Клімат поселення | Клімат поселення | Клімат поселення | Клімат поселення | Клімат поселення |
| Показник                                      | Січ.             | Лют.             | Бер.             | Квіт.            | Трав.            | Черв.            | Лип.             | Серп.            | Вер.             | Жовт.            | Лист.            | Груд.            |                  |
| Середній максимум, °C                         | 11,14            | 11,73            | 14,74            | 20,66            | 24,57            | 28,63            | 31,92            | 32,28            | 29,54            | 24,09            | 18,53            | 14,19            |                  |
| Середня температура, °C                       | 7,35             | 7,95             | 10,97            | 16,88            | 20,80            | 24,86            | 26,89            | 27,26            | 24,53            | 19,07            | 13,50            | 9,16             |                  |
| Середній мінімум, °C                          | 3,58             | 4,18             | 7,19             | 13,10            | 17,02            | 21,09            | 21,86            | 22,25            | 19,49            | 14,04            | 8,49             | 4,15             |                  |
| Норма опадів, мм                              | 83               | 63               | 56               | 27               | 23               | 19               | 21               | 45               | 81               | 123              | 109              | 101              |                  |
| Середньомісячна швидкість вітру, м/с          | 2.02             | 2.40             | 2.40             | 2.30             | 2.37             | 2.74             | 2.70             | 2.17             | 2.00             | 1.80             | 1.85             | 1.80             |                  |
| Середньомісячна сонячна радіація, кДж/м²·день | 8292             | 10524            | 12605            | 15679            | 19789            | 21637            | 21722            | 18886            | 15358            | 12152            | 9544             | 7910             |                  |
| --------------------------------------------- | ---------------- | ---------------- | ---------------- | ---------------- | ---------------- | ---------------- | ---------------- | ---------------- | ---------------- | ---------------- | ---------------- | ---------------- | ---------------- |
| Джерело:                                      |                  |                  |                  |                  |                  |                  |                  |                  |                  |                  |                  |                  |                  |